# Milton Adolphus

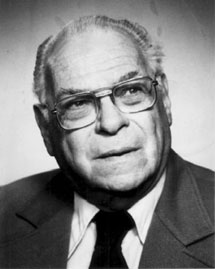
Irving Milton Adolphus

Irving Milton Adolphus (* 27. Januar 1913 in New York City; † 16. August 1988 in Harwich (Massachusetts)) war ein US-amerikanischer Komponist.
Adolphus war von 1936 bis 1938 Direktor der Center Music School in Philadelphia. Anschließend arbeitete er im staatlichen Verwaltungsdienst. Er schrieb 13 Symphonien (1930 bis 1954), Orchesterwerke sowie kammermusikalische Werke wie ein Streichquintett und 26 Streichquartette (1935 bis 1964).